# 清远街
清远街曾用名大西街，是中国山西省大同市的一条主要商业街，位于平城区古城街道,东西走向，东起古城中心的四牌楼接和阳街，西到西门清远门、魏都大道。长800米。
清远街形成于明洪武五年修筑大同城之初。
2008年以后，大同开始复原古城风貌，清远街成为古城四大街中首先完全复原的大街。只是作为十字街干道，仍保持了沥青路面，没有改为石头路面。

## 沿街建筑
- 四牌楼
- 大同钟楼
- 华严寺
- 清远门

## 交汇道路
- 帅府街
- 华严街
- 清远门内街